# Jefferson County, Mississippi
Jefferson County är ett administrativt område i delstaten Mississippi, USA. År 2010 hade countyt  7 726 invånare. Den administrativa huvudorten (county seat) är Fayette.

## Geografi
Enligt United States Census Bureau har countyt en total area på 1 365 km². 1 345 km² av den arean är land och 20 km² är vatten.

### Angränsande countyn
- Claiborne County - nord
- Copiah County - nordost
- Lincoln County - sydost
- Franklin County - syd
- Adams County - sydväst
- Tensas Parish, Louisiana - väst